# ورزش از نگاه دو
در سال ۱۳۵۳ که واحدهای ورزش برای کانال‌های یک و دو تلویزیون ملی ایران ایجاد شد، مدیریت ورزش در شبکهٔ یک بر عهدهٔ حبیب روشن‌زاده و در شبکهٔ دو برعهدهٔ مانوک خدابخشیان گذاشته شد. در زمانی که ایرج گرگین مدیریت کانال دو را بر عهده داشت، مانوک خدابخشیان با همکاری حمید قاضی زاده، محمد علی اینانلو، ایرج ادیب زاده و رضا آخته برنامهٔ اجتماعی ـ ورزشی ورزش از نگاه دو را به‌روی آنتن تلویزیون ملی ایران برد. این برنامه به حدی جذاب و پرمخاطب بود که دو سال پیاپی جایزهٔ پربیننده‌ترین برنامه را دریافت کرد.
ورزش از نگاه دو تنها برنامهٔ ورزشی شبکه دو سیما است که از قدیمی ترین برنامه های ورزشی صدا و سیما است .در ابتدا جهانگیر کوثری اجرای آن را بر عهده داشت و در طی این چند سال نیز چندین بار مجریان آن عوض شده‌است. نیما نهاوندیان نیز مدتی اجرای این برنامه را برعهده داشت. مدتی اجرای این برنامه با پیمان یوسفی و پوریا تابان بود و گزارشگر آن نیز امید گلمکانی بود
ورزش از نگاه دو برنامه‌ای ورزشی است که جمعه شب ساعت ۲۳ به صورت زنده از این شبکه روی آنتن می‌رود و به مسائل ورزش هفته می‌پردازد.در حال حاضر تهیه کننده این برنامه امیر مصدق میباشد که خود از قهرمانان ورزشهای رزمی نیز هست .

## حضور در جمع چهار برنامه برتر سال
برنامه ورزش از نگاه دو بنا بر انتخاب اتحادیه رادیو و تلویزیون آسیا و اقیانوسیه (abu) در جمع چهار برنامه برتر سال ۲۰۱۲ آسیا در بخش برنامه‌های ورزشی انتخاب شد.